# Центральна Греція (периферія)
Центра́льна Гре́ція (грец. Περιφέρεια Στερεάς Ελλάδας) — адміністративна область (периферія) в центральній частині Республіки Греція. Площа 15 549 км², населення 614,61 тисяч чоловік (2005). Найгористіша периферія Греції. Центр області — місто Ламія.
За адміністративним поділом 1997 року, включала номи: Беотія, Евбея, Евританія, Фокіда і Фтіотида.